# Anis Ben Slimane
Anis Ben Slimane (Copenhague, Dinamarca, 16 de marzo de 2001) es un futbolista tunecino. Juega de centrocampista y su equipo es el Norwich City F. C. de la EFL Championship.

## Trayectoria
Formó parte de ocho clubes durante sus doce años en categorías inferiores. Fue en 2018 cuando debutó a nivel sénior en el AB que militaba en la Segunda División de Dinamarca. Tras su desvinculación del club en 2019, se unió al equipo juvenil del Brøndby IF y fue promovido al primer equipo en la temporada 2019-20. Se marchó en julio de 2023 después de ser traspasado al Sheffield United F. C. Con ellos jugó quince partidos en la Premier League y en agosto de 2024 fue cedido al Norwich City F. C., equipo que lo adquirió en propiedad en el mes de enero.

## Selección nacional
En categorías inferiores, fue internacional por la selección sub-19 de Dinamarca y la selección sub-20 de Túnez.
El 1 de octubre de 2020 fue citado a la selección absoluta de Túnez para los encuentros amistosos contra Sudán y Nigeria. Debutó ante Sudán y anotó un gol en la victoria por 3-0.

### Participaciones en Copa Africana de Naciones
| Copa                           | Sede            | Resultado        |
| ------------------------------ | --------------- | ---------------- |
| Copa Africana de Naciones 2021 | Camerún         | Cuartos de final |
| Copa Africana de Naciones 2023 | Costa de Marfil | Primera fase     |

## Estadísticas

### Clubes
Actualizado al último partido disputado el 26 de abril de 2025.
| Club | Div.          | Temporada     | Liga  | Liga  | Copas nacionales(1) | Copas nacionales(1) | Copas internacionales(2) | Copas internacionales(2) | Total | Total |
| Club | Div.          | Temporada     | Part. | Goles | Part.               | Goles               | Part.                    | Goles                    | Part. | Goles |
| --- | ------------- | ------------- | ----- | ----- | ------------------- | ------------------- | ------------------------ | ------------------------ | ----- | ----- |
| AB Dinamarca | 3.ª           | 2017-18       | 2     | 0     | 0                   | 0                   | —                        | —                        | 2     | 0     |
| AB Dinamarca | 3.ª           | 2018-19       | 16    | 2     | 1                   | 0                   | —                        | —                        | 17    | 2     |
| AB Dinamarca | Total club    | Total club    | 18    | 2     | 1                   | 0                   | 0                        | 0                        | 19    | 2     |
| Brøndby IF Dinamarca | 1.ª           | 2019-20       | 16    | 1     | 0                   | 0                   | 0                        | 0                        | 16    | 1     |
| Brøndby IF Dinamarca | 1.ª           | 2020-21       | 27    | 3     | 2                   | 0                   | —                        | —                        | 29    | 3     |
| Brøndby IF Dinamarca | 1.ª           | 2021-22       | 31    | 2     | 3                   | 0                   | 8                        | 0                        | 42    | 2     |
| Brøndby IF Dinamarca | 1.ª           | 2022-23       | 30    | 3     | 1                   | 0                   | 3                        | 0                        | 34    | 3     |
| Brøndby IF Dinamarca | Total club    | Total club    | 104   | 9     | 6                   | 0                   | 11                       | 0                        | 121   | 9     |
| Sheffield United F. C. Inglaterra | 1.ª           | 2023-24       | 15    | 0     | 0                   | 0                   | —                        | —                        | 15    | 0     |
| Sheffield United F. C. Inglaterra | 2.ª           | 2024-25       | 3     | 0     | 1                   | 1                   | —                        | —                        | 4     | 1     |
| Sheffield United F. C. Inglaterra | Total club    | Total club    | 18    | 0     | 1                   | 1                   | 0                        | 0                        | 19    | 1     |
| Norwich City F. C. Inglaterra | 2.ª           | 2024-25       | 33    | 2     | 0                   | 0                   | —                        | —                        | 33    | 2     |
| Norwich City F. C. Inglaterra | Total club    | Total club    | 33    | 2     | 0                   | 0                   | 0                        | 0                        | 33    | 2     |
| Total carrera | Total carrera | Total carrera | 173   | 13    | 8                   | 1                   | 11                       | 0                        | 192   | 14    |
| (1) Incluye datos de la Copa de Dinamarca y Copa de la Liga de Inglaterra. (2) Incluye datos de la Liga de Campeones de la UEFA, Liga Europa de la UEFA y Liga Europa Conferencia de la UEFA. |               |               |       |       |                     |                     |                          |                          |       |       |

## Palmarés

### Títulos nacionales
| Título                 | Club       | País      | Año     |
| ---------------------- | ---------- | --------- | ------- |
| Superliga de Dinamarca | Brøndby IF | Dinamarca | 2020-21 |